# عمر عبد العزيز (لاعب كرة قدم نيجيري)
عمر عبد العزيز (بالإنجليزية: Omar Abdul Aziz)‏ (26 ديسمبر 1985 بنيجيريا - ) هو لاعب كرة قدم نيجيري في مركز الهجوم. لعب مع مكابي نتانيا ونادي إنييمبا إنترناشونال وHapoel Acre F.C. ‏ وFC Senec ‏ ونادي هبوعيل القدس ونادي هبوعيل نوف هجليل.

## وصلات خارجية
- عمر عبد العزيز على موقع قاعدة بيانات كرة القدم.إي يو (الإنجليزية)